# Protoneobisium biocovense
Protoneobisium biocovense är en spindeldjursart som först beskrevs av G. Müller 1931.  Protoneobisium biocovense ingår i släktet Protoneobisium och familjen helplåtklokrypare. Inga underarter finns listade i Catalogue of Life.